# SEG Geneva Arena
SEG Geneva Arena (inna nazwa: Arena de Genève) – hala sportowo–widowiskowa znajdująca się w Le Grand-Saconnex koło Genewy w Szwajcarii. Wchodzi w skład kompleksu Palexpo. Odbywają się w niej koncerty, kongresy, musicale, balety, opery, pokazy mody, wydarzenia sportowe i filmowe. Może pomieścić do 9500 widzów, w tym 3537 na trybunie stałej. Kubatura obiektu wynosi 95 000 m³. Znajduje się w pobliżu portu lotniczego Genewa-Cointrin i stacji kolejowej Genève-Aéroport.
Na otwarciu obiektu 1 i 2 listopada 1995 wystąpił Johnny Hallyday. Ponadto gościli w nim m.in. Elton John, Rammstein, Jean-Jacques Goldman, Muse, Céline Dion, David Bowie, Joe Cocker, Indochine, Ray Charles, AC/DC, Leonard Cohen, Rihanna, Charles Aznavour, Sting, Lenny Kravitz, Supertramp, Bruno Mars, Gorillaz, Cirque du Soleil i Gad Elmaleh.
W hali organizowane były m.in. Puchar Davisa, finał Pucharu Szwajcarii w koszykówce, gale WWE i zawody gimnastyczne. Okazjonalnie jest przystosowywana jako arena jeździecka, arena cyrkowa, lodowisko.